# 조엄 (조선)
조엄(趙曮, 1719년 ~ 1777년)은 조선 후기의 문신이다. 본관은 풍양(豊壤), 자는 명서(明瑞), 호는 영호(永湖), 시호는 문익이며, 이조판서 조상경(趙尙絅)의 아들이다. 본관은 풍양(豊壤)이며 1719년생으로 아버지 조상경 역시 이조판서를 지냈다. 문장에 능하고 민생문제에도 많은 관심을 가져 지평 수찬 등 여러 벼슬을 지내고 조창을 설치해 조세 부담을 줄이는 등 공을 세웠다. 통신정사로 파견되어 대마도에 들러 고구마의 보관법과 재배법을 익혀 최초로 우리나라에 고구마 종자를 전파하여 가난한 백성들의 구황작물로 활용하도록 했다. 고종 때에 대왕대비였던 신정왕후 조씨의 증조부이기도 하다. 문장이 뛰어나 '해차록' 등 저서를 남겼으며 경제가로서 명성을 떨쳤다. 1763년 통신사로 일본에 건너가 고구마 종자를 국내에 보급하였고, 저서로는 '해사일기'가 있다.

## 생애
강원도 원주목 지향곡면 간현리(지금의 강원도 원주시 지정면 간현리)에서 태어나 1738년(영조 14년) 생원시(生員試)에 합격하면서 관계에 발을 들여놓은 뒤 정언·지평·교리·수찬·부수찬·부교리·검상·사서(司書)·동래부사(東萊府使)·경상도 관찰사·이조참의·대사간·도승지·한성부좌윤·공조참판·대사헌·예조참판·부제학·이조참판·호조참판·한성부우윤·법성첨사·동지돈녕부사·대사성·이조판서·홍문관제학·평안도 관찰사·지돈녕부사·예문관제학·예조판서·병조판서·교동수사 등 요직을 두루 역임하고, 김해의 유배지에서 병사할 때까지 영조를 보좌하여 산업 발전과 국가 재정을 위해 많은 업적을 남겼다.
1752년 정시(庭試) 을과(乙科)에 급제한 이후 중앙의 관직도 지내고 지방에 암행어사로도 나가는 한편 1758년 이례적인 승진으로 경상도관찰사에 임명되었는데도 도내(道內) 시노비(寺奴婢) 1만여명의 노비공(奴婢貢)을 견감시켜 그 불만을 가라앉히고 한전(旱田)에 대한 감세(減稅) 비율을 적용, 전세 부담을 줄이는 한편, 조창(漕倉)을 설치하는 치적을 쌓았다. 1760년(영조 36년) 창원·진주·밀양에 3개 지방에 조창의 증설을 건의함으로써 이제까지의 세곡 수송의 민폐를 덜고 공물 수납의 공정으로 국고를 충실히 했다.
1763년(영조 39년) 도쿠가와 이에하루의 쇼군 취임을 축하하는 통신사로 일본에 갔다가 이듬해 돌아올 때 고구마 종자를 가지고 와서 국내에 최초로 제주도와 동래에서 재배하였다. 제주도에서는 고구마를 조저(趙藷)라고 부르며, 고구마라는 말 자체가 그가 지은 『해사일기(海槎日記)』에서 일본인이 이를 ‘고귀위마(古貴爲麻)’라고 부른다고 기록한 데서 유래되었다 한다.
정조의 즉위 직후 홍국영 등의 무고로 유배되어 병으로 세상을 떠났다.

## 가계
- 조부 : 조도보(趙道輔)
- 조모 : 경주 김씨 김필진(金必鎭)의 딸 증 정경부인
  - 아버지 : 조상경(趙尙絅)
  - 어머니 : 부평 이씨 이정태(李廷泰)의 딸 증 정경부인
    - 형 : 조돈(趙暾)
    - 아우 : 조정(趙晸)

- 부인 : 풍산 홍씨 홍현보(洪鉉輔)의 딸 정경부인, 혜경궁 홍씨의 고모
  - 아들 : 조진관(趙鎭寬)
    - 손자 : 조만영(趙萬永)
    - 손자 : 조원영(趙原永) - 숙부 조진의의 양자가 됨.
    - 손자 : 조인영(趙寅永)
    - 손녀 : 완산 이씨 이복연(李復淵)에 출가.
    - 손녀 : 안동 김씨 김병문(金炳文)에 출가.
    - 손녀 : 해평 윤씨 윤경렬(尹慶烈)에 출가.
    - 손녀 : 용인 이씨 이재문(李在文)에 출가.

  - 아들 : 조진의(趙鎭宜)
  - 딸 : 청주 한씨 한용정(韓用鼎)에게 출가.
  - 딸 : 남양 홍씨 홍병협(洪秉協)에게 출가.

## 같이 보기
- 유적
  - 원주조엄묘역
- 인물
  - 강필리
- 음식
  - 고구마

## 참고 문헌
| 전임 홍계희 | 제11대 조선 통신사 정사 1764년 | 후임 김이교 |